# Euphylidorea fuscovenosa
Euphylidorea fuscovenosa är en tvåvingeart som först beskrevs av Alexander 1927.  Euphylidorea fuscovenosa ingår i släktet Euphylidorea och familjen småharkrankar. Inga underarter finns listade i Catalogue of Life.